# Sandviken
Sandviken – miejscowość w Szwecji. Siedziba władz administracyjnych gminy Sandviken w regionie Gävleborg. Około 22 574 mieszkańców. Położone nad jeziorem Storsjön, na południowy zachód od Gävle.
W mieście rozwinął się przemysł maszyn górniczych, precyzyjny oraz hutniczy.

## Miasta partnerskie
- Kielce